# 寶琳 (伊利諾伊州)
寶琳（英語：Pauline）是位於美國伊利諾伊州尚佩恩縣的一個非建制地區。該地的面積和人口皆未知。

## 地理
寶琳的座標為40°07′39″N 88°00′21″W / 40.12750°N 88.00583°W，而該地的平均海拔高度為209米（即686英尺）。